# Behind the Sun
A Behind the Sun Eric Clapton 1985-ben megjelent albuma.

## Számok
1. She's Waiting (Clapton–Robinson) – 4:55
2. See What Love Can Do (Jerry Lynn Williams) – 3:58
3. Same Old Blues (Clapton) – 8:15
4. Knock On Wood (Floyd–Cropper) – 3:19
5. Something's Happening (Jerry Lynn Williams) – 3:23
6. Forever Man (Jerry Lynn Williams) – 3:13
7. It All Depends (Clapton) – 5:05
8. Tangled In Love (Levy–Feldman) – 4:11
9. Never Make You Cry (Clapton) – 6:06
10. Just Like A Prisoner (Clapton) – 5:29
11. Behind The Sun (Clapton) – 2:13